# Gryllopsis deminutus
Gryllopsis deminutus är en insektsart som beskrevs av Lucien Chopard 1963. Gryllopsis deminutus ingår i släktet Gryllopsis och familjen syrsor. Inga underarter finns listade i Catalogue of Life.